# Reynaldo Hahn
Reynaldo Hahn, född 9 augusti 1874 i Caracas, Venezuela, död 28 januari 1947 i Paris, Frankrike, var en venezuelansk-fransk tonsättare, främst känd för sånger men han komponerade även för balett och opera, där hans mest kända är Ciboulette.

## Biografi
När Hahn var tre år flyttade han med familjen från Caracas till Paris. Vid musikkonservatoriet studerade han komposition för Jules Massenet  och Levignac. När han bara var 15 år uppmärksammades han av författaren Alphonse Daudet som bad Hahn att skriva musik till sin pjäs L'obstacle. I början av 1890-talet arbetade Hahn med sin första opera L'île du rêve, "en polynesisk idyll". Under denna period träffade han Marcel Proust för första gången. De två männen började snabbt en intensiv kärleksaffär, som efter några år utvecklades till en livslång nära vänskap. Proust skrev, "Allt jag någonsin har gjort har alltid varit tack vare Reynaldo".
Hahn skrev musik för scenen samt ett större antal instrumental- och vokalkompositioner; särskilt märks hans sånger, "Chansons grises" och andra samlingar, varav många blev mycket populära.
Reynaldo Hahns mest kända verk är förmodligen operetten Ciboulette. Det var Robert de Flers, chefredaktör för tidskriften Le Figaro, som föreslog honom att komponera en opera och Hahn ägnade två år (1921-1922) åt att skriva musiken. Operan hade premiär den april 1923 på Théâtre des Variétés i Paris.
Hahn hade judisk börd varför han tillbringade andra världskriget i Monaco, men återvände till Paris 1945 där han blev chef för Parisoperan. Han dog 1947 i Paris vid en ålder av 72 år.